# Porza
Porza é uma comuna da Suíça, no Cantão Tessino, com cerca de 1.428 habitantes. Estende-se por uma área de 1,6 km², de densidade populacional de 892 hab/km². Confina com as seguintes comunas: Canobbio, Comano, Cureglia, Lugano, Savosa, Vezia.
A língua oficial nesta comuna é o Italiano.